# Нойкирич
Нойкирич (нем. Neukieritzsch) — община в Германии, в земле Саксония. Подчиняется административному округу Лейпциг. Входит в состав района Лейпциг. Подчиняется управлению Нойкирицш.  Население составляет 5639 человек (на 31 декабря 2010 года). Занимает площадь 26,07 км².
Коммуна подразделяется на 2 сельских округа.